# آندروس اس‌ان‌سی
آندروس اس‌ان‌سی (انگلیسی: Andros SNC) شرکت صنایع غذایی فرانسوی است، که در سال ۱۹۵۹ تأسیس شد.